# Avatar: The Last Airbender (jogo eletrônico)
Avatar: The Last Airbender é um jogo eletrônico de ação-aventura baseado na série de televisão americana homônima. Foi lançado tanto para consoles de mesa (Playstation 2, Xbox, Game Boy Advance, Nintendo GameCube, Wii, DS e PSP) quanto para computador. O jogo possui uma história própria se passando entre a primeira e a segunda temporada da série, com a única exceção sendo a versão de Microsoft Windows.
É sucedido pelo jogo Avatar: The Last Airbender - The Burning Earth.

## Sinopse
O game apresenta uma história original, se focando em Aang, Katara e Sokka, protagonistas da animação. Na trama, Aang e Sokka resgatam Katara de uma prisão da Nação do Fogo, liderada por Zuko. Katara avisa que há outra prisioneira no local conhecida como Lian, A Construtora, que está sendo forçada a construir máquinas para a Nação do Fogo. Porém, ao chegarem na cela de Lian, os heróis não encontram nada além de um mapa para um vilarejo no Reino da Terra. O jogo então segue os três protagonistas em uma jornada para encontrar deter a Nação do Fogo e suas novas e perigosas máquinas.

## Recepção
O jogo possui reviews mistas, sendo considerado como "Medíocre" pelo site IGN, com uma pontuação geral de 51%. Matt Casamassina, do mesmo site,  alega que "Avatar possui o tempero certo para manter a jogabilidade interessante, embora nunca pretenda ser fascinante.", afirmando que "... acreditamos que as crianças - especialmente aquelas que assistem e gostam da série de televisão - provavelmente ainda terão uma boa diversão com esse jogo.". Jack Devries fez uma crítica a versão de Game Boy Advance, dizendo que "... embora o Halfbrick Studios tenha feito uma experiência semiagradável para o portátil, ela certamente não se parece com a série em que se baseia."